# Rémi Saudadier
Rémi Saudadier (Dijon, 20 de março de 1986) é um jogador de polo aquático francês.

## Carreira
Saudadier integrou a Seleção Francesa de Polo Aquático que ficou em décimo primeiro lugar nos Jogos Olímpicos de 2016.